# Velîka Levada, Horodok
Velîka Levada (în ucraineană Велика Левада) este un sat în comuna Kupîn din raionul Horodok, regiunea Hmelnîțkîi, Ucraina.

## Demografie
Componența lingvistică a localității Velîka Levada
     Ucraineană (98,42%)
     Rusă (1,43%)
Conform recensământului din 2001, majoritatea populației localității Velîka Levada era vorbitoare de ucraineană (98,42%), existând în minoritate și vorbitori de rusă (1,43%).